# Lewon Babudschjan
Lewon Babudschjan (armenisch Լևոն Բաբուջյան, beim Weltschachbund FIDE Levon Babujian; * 8. Mai 1986 in Jerewan) ist ein armenischer Schachspieler. Seit Januar 2010 trägt er den Großmeister-Titel.

## Leben
Lewon Babudschjan studierte am Armenischen Staatlichen Institut für Körperkultur und Sport in Jerewan. Er ist Direktor der Schachschule im Jerewaner Stadtbezirk Malatia-Sebastia.

## Erfolge
In der iranischen Super League wurde er, am dritten Brett spielend, 2005 mit der Schachabteilung von Sanat Naft Abadan Vizemeister. In der armenischen höchsten Liga spielte er 2006 und 2007 für FIMA Jerewan, 2008 für Burning Star Hrasdan, 2009 für MIKA Jerewan und 2014 für PN BKMA. Die armenische Meisterschaft konnte er 2009 mit MIKA Jerewan am dritten Brett ungeschlagen gewinnen.
Im April 2006 erhielt er den Titel Internationaler Meister. Die Normen hierfür erzielte er alle mit Übererfüllung, und zwar im Februar 2004 in der B-Gruppe des Aeroflot Opens in Moskau, im Mai 2005 in der 65. armenischen Einzelmeisterschaft in Jerewan, die von Aschot Anastassjan gewonnen wurde, sowie im August 2005 beim Blue-Sevan-Turnier in Sewan, das Lewon Babudschjan gewann. Seit Januar 2010 ist er Großmeister. Die Normen hierfür erzielte er im September 2008 beim 2. internationalen Open im iranischen Urmia, im Oktober 2008 mit Übererfüllung beim Wassylyschyn-Memorial in Lwiw, im September 2009 beim 8. Schachfestival in Istanbul sowie im Oktober 2009 beim Tschigorin-Memorial in Sankt Petersburg.